# Bürger-ház
A Bürger-ház, ismertebb nevén Aranykakas (románul: Cocoșul de Aur) egy marosvásárhelyi műemlék épület. 1897-ben építtette Bürger Albert zsidó nagytőkés, a 20. század végén vendéglő működött benne. A 21. század elején elhagyatottan állt, többször felgyújtották, majd 2019–2022 között új tulajdonosa felújította és szállodaként nyitotta meg.

## Története
A környék még ma is külvárosiasnak számít, és a 19. században még inkább az volt: jórészt beépítetlen, falusias terület. A Bürger-ház helyén, a Kossuth utca (ma Str. Călărașilor) és a Sörház utca (ma Str. Sinaia) sarkán a város tulajdonában levő, A két pisztolyhoz címzett fogadó állt, melyben a vásárosok, kupecek, átutazók szálltak meg. Az elhanyagoltság és a trágyamennyiség miatt a fogadó potenciális járványgócpont volt, így a város 1895-ben annak felszámolásáról döntött, és eladta Bürger Albert nagytőkésnek.
Bürger Albert a 19. század végén a város leggazdagabb és egyik legbefolyásosabb embere volt, számos épület és vállalkozás, közöttük a Sörház utcai gyártelep birtokosa. Az új telken 1897-ben neobarokk díszítésű palotát épített saját lakóház gyanánt, melyhez park is tartozott. Bár a Bürger-birodalom az 1930-as évek válsága alatt tönkrement, a ház bizonyítottan 1944-ig – sőt, valószínűleg egészen az 1949-es államosításig – a Bürger család tulajdonában maradt.
A kommunista államosítás után az épületet egy ideig szeszlerakatként használták. Később a nyárádtői Avicola baromfifarm tulajdonába került, amely kijavította, és 1972-ben vendéglőt nyitott Aranykakas néven. A belső kiképzés Gyenes Tibor műépítész tervei alapján készült. Az Aranykakas több évtizeden keresztül Marosvásárhely népszerű és reprezentatív étterme és szórakozóhelye volt, ahol a korabeli újságok szerint kétszázféle, baromfihúsból készített fogást szolgáltak fel. A név eredete valószínűleg az egyik tetőelemen látható kakas.
A vendéglőt az 1990-es évek közepén bezárták, majd a 2000-es évek elején az épület a bukaresti Romarta cég tulajdonába került, amely elhanyagolta, így állapota nagymértékben leromlott. 2014-ben Cosmin Pop vállalkozó vásárolta meg, 2019-ben pedig megkezdték az épület felújítását. 2022-ben Cocoșul de Aur nevű, tizenkét szobás butikhotelként és vendéglőként nyitották meg.

## Leírása
A ház a 19. század végén népszerű neobarokk ornamentikát hordoz; a homlokzatot kagylómotívumok, korinthoszi oszlopok díszítik. Az eredeti, 1897-es építési engedély nyolc szobát, konyhát, fürdőszobát, és mellékhelyiségeket említ; miután vendéglővé alakították, beosztása nagyjából ugyanaz maradt, mint az eredeti. A 2019–2022-es felújítás során visszakapta eredeti sárgászöld színét, belsejét pedig átalakították, a padlástér beépítésével felületét megnövelték.

## Képek

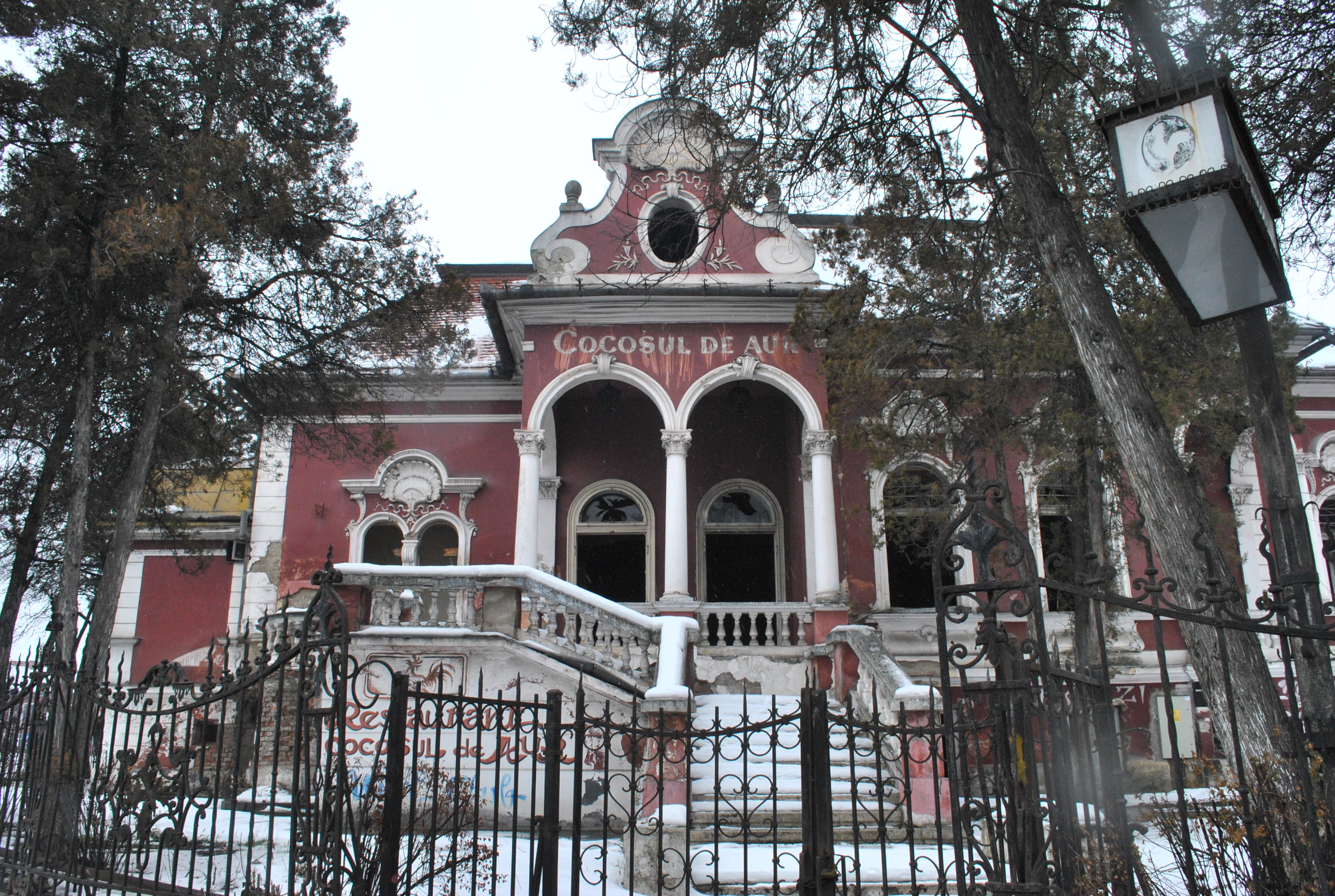
Enyészőfélben (2013)
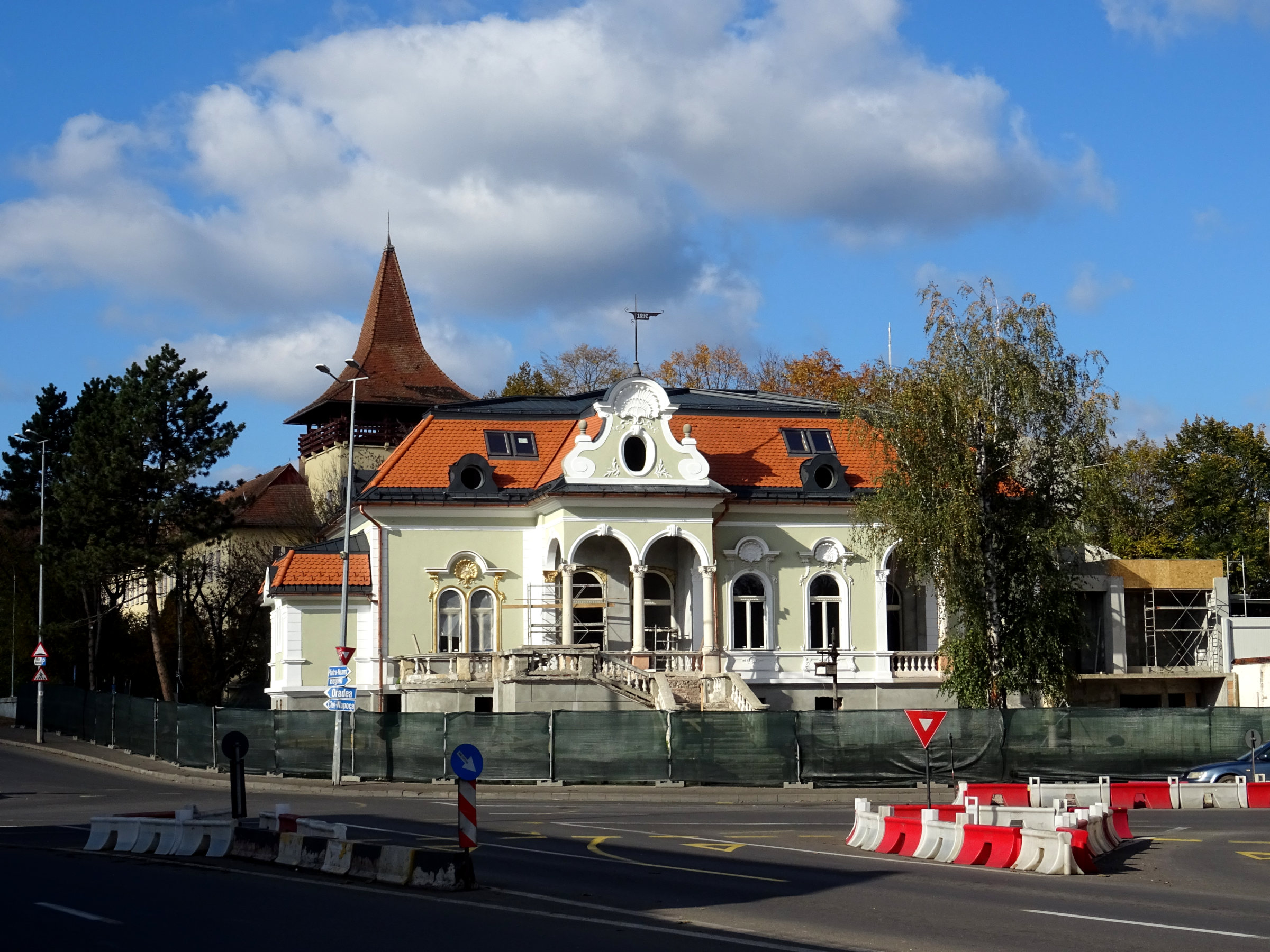
Felújítás alatt (2020)